# Lyndelle Higginson
Lyndelle Higginson (* 5. November 1978 in Albury) ist eine ehemalige australische Bahnradsportlerin, die auf Kurzzeitdisziplinen spezialisiert war.
1999 wurde Lyndelle Higginson australische Meisterin im Sprint. Im selben Jahr errang sie bei den Ozeanischen Radsportmeisterschaften vier Medaillen: jeweils eine goldene in Sprint und Punktefahren sowie jeweils eine silberne im 500-Meter-Zeitfahren und im Scratch. Im Jahr 2000 startete sie bei den Olympischen Spielen in Sydney und belegte im Zeitfahren Platz 14.
Nach den Olympischen Spielen 2000 trat Higginson vom Leistungsradsport zurück. 2003 versuchte sie erfolglos ein Comeback, um sich für die Olympischen Spiele 2004 in Athen zu qualifizieren. Heute ist sie dem Radsport noch in ihrem Verein Brunswick Cycling Club verbunden, den sie bei der Organisation von Bahnrennen unterstützt.